# Maresquel-Ecquemicourt
Maresquel-Ecquemicourt és un municipi francès situat al departament del Pas de Calais i a la regió dels Alts de França. L'any 2007 tenia 853 habitants.

## Demografia

### Població
El 2007 la població de fet de Maresquel-Ecquemicourt era de 853 persones. Hi havia 360 famílies de les quals 101 eren unipersonals (35 homes vivint sols i 66 dones vivint soles), 112 parelles sense fills, 97 parelles amb fills i 50 famílies monoparentals amb fills.
La població ha evolucionat segons el següent gràfic:
Habitants censats

### Habitatges
El 2007 hi havia 414 habitatges, 368 eren l'habitatge principal de la família, 23 eren segones residències i 22 estaven desocupats. 392 eren cases i 10 eren apartaments. Dels 368 habitatges principals, 290 estaven ocupats pels seus propietaris, 75 estaven llogats i ocupats pels llogaters i 3 estaven cedits a títol gratuït; 2 tenien dues cambres, 56 en tenien tres, 85 en tenien quatre i 225 en tenien cinc o més. 283 habitatges disposaven pel capbaix d'una plaça de pàrquing. A 196 habitatges hi havia un automòbil i a 123 n'hi havia dos o més.

### Piràmide de població
La piràmide de població per edats i sexe el 2009 era:
| Homes | Edats   | Dones |
| ----- | ------- | ----- |
| 0     | 95 o +  | 0     |
| 0     | 90 a 94 | 0     |
| 0     | 85 a 89 | 4     |
| 4     | 80 a 84 | 12    |
| 12    | 75 a 79 | 24    |
| 16    | 70 a 74 | 20    |
| 24    | 65 a 69 | 28    |
| 36    | 60 a 64 | 24    |
| 16    | 55 a 59 | 36    |
| 32    | 50 a 54 | 28    |
| 40    | 45 a 49 | 32    |
| 24    | 40 a 44 | 40    |
| 24    | 35 a 39 | 24    |
| 28    | 30 a 34 | 24    |
| 32    | 25 a 29 | 8     |
| 32    | 20 a 24 | 24    |
| 12    | 15 a 19 | 36    |
| 20    | 10 a 14 | 16    |
| 24    | 5 a 9   | 36    |
| 16    | 0 a 4   | 8     |

## Economia
El 2007 la població en edat de treballar era de 542 persones, 341 eren actives i 201 eren inactives. De les 341 persones actives 292 estaven ocupades (168 homes i 124 dones) i 49 estaven aturades (24 homes i 25 dones). De les 201 persones inactives 79 estaven jubilades, 48 estaven estudiant i 74 estaven classificades com a «altres inactius».

### Ingressos
El 2009 a Maresquel-Ecquemicourt hi havia 361 unitats fiscals que integraven 865 persones, la mediana anual d'ingressos fiscals per persona era de 15.849 €.

### Activitats econòmiques
Dels 40 establiments que hi havia el 2007, 3 eren d'empreses de fabricació d'altres productes industrials, 6 d'empreses de construcció, 11 d'empreses de comerç i reparació d'automòbils, 2 d'empreses de transport, 6 d'empreses d'hostatgeria i restauració, 3 d'empreses de serveis, 3 d'entitats de l'administració pública i 6 d'empreses classificades com a «altres activitats de serveis».
Dels 12 establiments de servei als particulars que hi havia el 2009, 1 era una oficina de correu, 1 taller de reparació d'automòbils i de material agrícola, 1 paleta, 3 lampisteries, 1 empresa de construcció, 3 perruqueries i 2 restaurants.
Dels 4 establiments comercials que hi havia el 2009, 1 era una botiga de més de 120 m², 1 una botiga de menys de 120 m², 1 una fleca i 1 una botiga de mobles.
L'any 2000 a Maresquel-Ecquemicourt hi havia 7 explotacions agrícoles.

## Equipaments sanitaris i escolars
L'únic equipament sanitari que hi havia el 2009 era una farmàcia.
El 2009 hi havia una escola elemental integrada dins d'un grup escolar amb les comunes properes formant una escola dispersa.

## Poblacions més properes
El següent diagrama mostra les poblacions més properes.